# ريان وارد
ريان وارد (بالإنجليزية: Ryan Ward)‏ هو لاعب اللاكروس أمريكي، ولد في 26 سبتمبر 1980 في فيكتوريا في كندا.